# Paola Lavini
Paola Lavini est une actrice italienne née le 12 novembre 1979 à Modène (Émilie-Romagne).

## Biographie
Après des études à l'Académie d'art dramatique de Calabre, elle participe en tant que protagoniste à de nombreux spectacles de compagnies musicales sous la direction, entre autres, de Saverio Marconi, Massimo Romeo Piparo, Gigi Proietti, Enzo Iacchetti et Michele Guardì, ce dernier dans I promessi sposi (litt. « Les fiancés ») au stade San Siro de Milan.
Au cinéma, elle a travaillé pour des réalisateurs tels que Francesco Munzi dans Les Âmes noires (Anime nere), Alice Rohrwacher dans Corpo celeste, Marco Pontecorvo dans Tempo instabile con probabili schiarite (it), Marco Tullio Giordana dans Une histoire italienne (2008), Pupi Avati, Marco Bellocchio et, parmi les étrangers, Michael Radford.

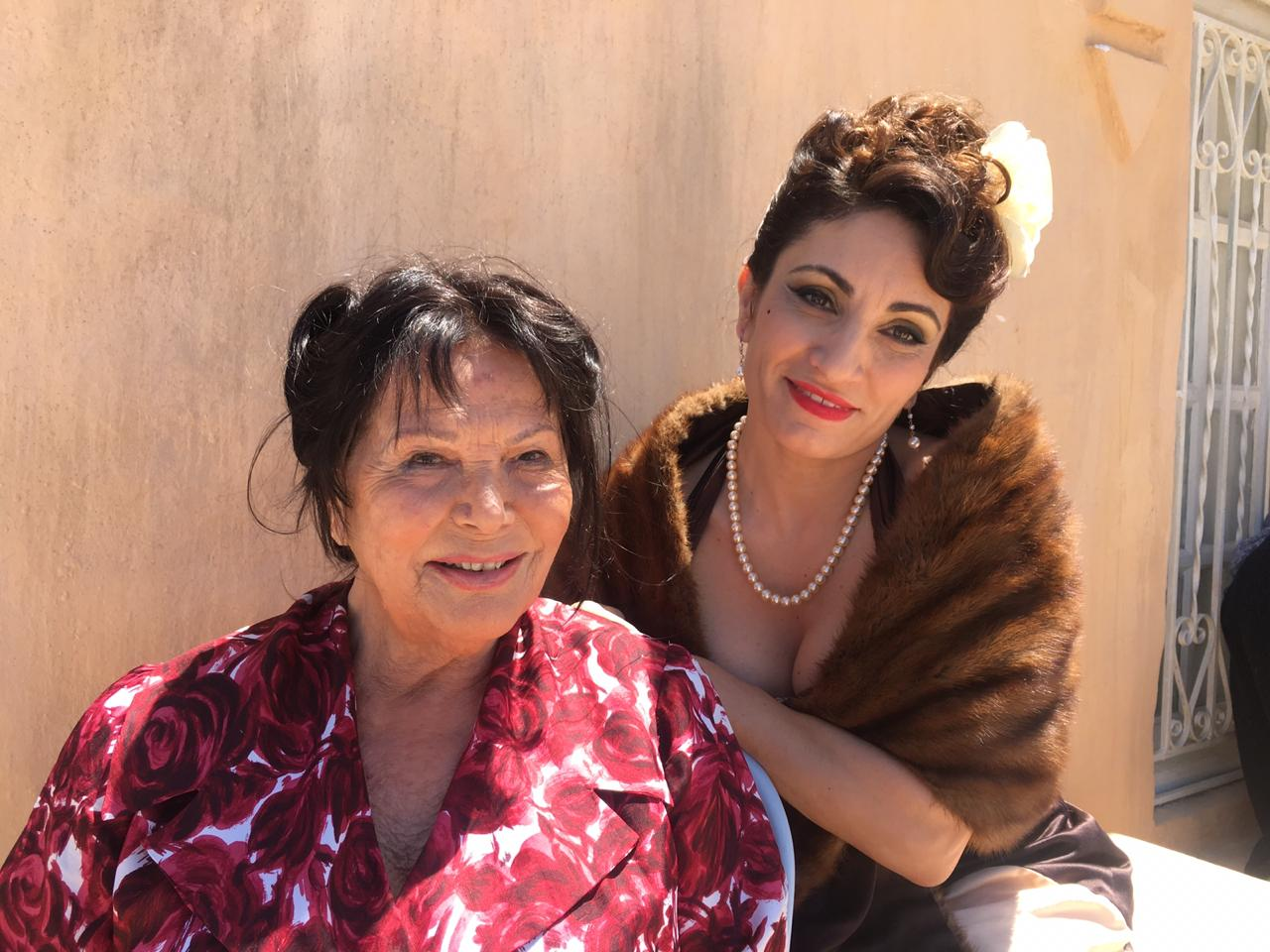
Claudia Cardinale et Paola Lavini en 2020.

Elle s'est également essayée à diverses comédies cinématographiques avec Vincenzo Salemme, Maurizio Casagrande, Paolo Cevoli et on la retrouve également dans Scusa ma ti chiamo amore de Federico Moccia. À la télévision, elle a joué dans Rome, Boris, Gente di mare, Don Zeno, La squadra, Non uccidere et Il miracolo, un projet de Niccolò Ammaniti.
Elle remporte plusieurs prix avec le documentaire Terra bruciata! Il laboratorio italiano della ferocia nazista (it) (2018) (litt. « Terre brûlée. Le laboratoire italien de la férocité nazie ») de Luca Gianfrancesco et en 2018, elle remporte le prix de la meilleure actrice italienne au festival du film de Ferrare.
Elle s'enorgueillit de collaborations chantées avec le maestro Vince Tempera et un orchestre d'artistes du pourtour méditerranéen, sur le thème de l'intégration et de la paix, s'exprimant dans différentes langues. Elle participe à Cetto c'è, senzadubbiamente (it), un film écrit et interprété par Antonio Albanese et elle est dirigée par Giorgio Diritti dans le film Je voulais me cacher sur l'histoire du peintre Antonio Ligabue, sorti dans les cinémas italiens en 2020. Le film est présenté en compétition à la 70e Berlinale 2020, où Elio Germano remporte l'Ours d'argent du meilleur acteur pour son interprétation du peintre marginalisé et solitaire, tandis que Paola Lavini est nommée meilleure actrice au Globo d'oro 2020 de la presse étrangère pour son interprétation de Pina.
Le 12 juillet 2020, elle fait partie des artistes qui ouvrent la 18e édition du Ischia Global Film & Music Fest avec la première du film Il cinema non si ferma de Marco Serafini, filmé à distance pendant la fermeture causée par le confinement lié à la pandémie de Covid-19 en Italie. Paola y joue aux côtés de Remo Girone, Maria Grazia Cucinotta et Nicolas Vaporidis.
Elle a participé au film tunisien L'Île du pardon réalisé par Ridha Béhi en 2022, dans lequel elle a travaillé aux côtés de Claudia Cardinale.

## Filmographie

### Cinéma
- 2006 : Le Metteur en scène de mariages (Il regista di matrimoni) de Marco Bellocchio
- 2006 : Uno su due d'Eugenio Cappuccio
- 2008 : Scusa ma ti chiamo amore de Federico Moccia
- 2008 : Une histoire italienne (Sangue pazzo) de Marco Tullio Giordana
- 2008 : No Problem (it) de Vincenzo Salemme
- 2010 : Il figlio più piccolo de Pupi Avati
- 2011 : Corpo celeste d'Alice Rohrwacher
- 2012 : Una donna per la vita (it) de Maurizio Casagrande
- 2013 : La Lune rouge de Hassan Benjelloun
- 2014 : Les Âmes noires (Anime nere) de Francesco Munzi
- 2015 : Tempo instabile con probabili schiarite (it) de Massimo Pontecorvo
- 2015 : Una diecimilalire (it) de Luciano Luminelli
- 2015 : Soldato semplice (it) de Paolo Cevoli
- 2015 : Poli opposti (it) de Max Croci
- 2015 : Tous les chemins mènent à Rome (All Roads Lead to Rome) d'Ella Lemhagen
- 2016 : The Young Messiah de Cyrus Nowrasteh
- 2017 : The Music of Silence (La musica del silenzio) de Michael Radford
- 2018 : Pardonne-nous nos dettes (Rimetti a noi i nostri debiti) d'Antonio Morabito
- 2018 : Terra bruciata! Il laboratorio italiano della ferocia nazista (it) de Luca Gianfrancesco
- 2019 : Cetto c'è, senzadubbiamente (it) de Giulio Manfredonia
- 2020 : Je voulais me cacher (Volevo nascondermi) de Giorgio Diritti
- 2020 : Divine: La fidanzata dell'altro (it) de Jan Schomburg
- 2021 : School of Mafia (it) d'Alessandro Pondi
- 2021 : Anima bella de Dario Albertini
- 2022 : Gli anni belli (it) de Lorenzo d'Amico de Carvalho
- 2022 : Brado de Kim Rossi Stuart
- 2022 : La California (it) de Cinzia Bomoll
- 2022 : L'amore ti salva sempre d'Antonio Andrisani et Vito Cea
- 2022 : L'Île du pardon de Ridha Béhi